# Whine Up
 (mai 2025).
Si vous disposez d'ouvrages ou d'articles de référence ou si vous connaissez des sites web de qualité traitant du thème abordé ici, merci de compléter l'article en donnant les références utiles à sa vérifiabilité et en les liant à la section « Notes et références ».
Singles de Kat DeLuna
Run the Show
(2008)
Pistes de 9 Lives
Am I Dreaming Feel What I Feel
Whine Up est une chanson de Kat DeLuna, commercialisé en tant que premier single de son album 9 Lives. On retrouve la collaboration de Elephant Man sur ce titre. Au début, il était dit que la chanteuse Ivy Queen avait participé à la chanson, mais les représentants de la chanteuse ont nié toute implication dans ce morceau. Il semble donc que ce soit Kat elle-même qui fasse la partie rap. La chanson a été choisie comme générique officiel des retransmissions en pay-per-view du SummerSlam (2007). Kat est maintenant représentée comme la nouvelle sensation Latino/R'n'B U.S grâce à cette chanson.

## Vidéo clip
Kat DeLuna a proposé à ses fans vivant à New York et ses environs d'envoyer une vidéo d'eux dansant sur sa chanson pour gagner la chance d'apparaître dans le clip musical.
La vidéo fut diffusée en avant-première sur son MySpace. Elle commence avec Kat DeLuna chantant un air d'opéra avec ses amies quand elle est soudainement interrompue par sa propre chanson. Ensuite, on voit Kat danser dans divers endroits. On la voit danser sa propre danse, le Whine Up.

## Classement
Le titre a été envoyé aux grandes radios américaines le 15 mai 2007. Il a débuté n°24 du Bubbling Under Hot 100 Singles, ce qui équivaut à la 124e place du Billboard Hot 100. La chanson a été téléchargée 323 516 fois à la date du 29 août 2007. Si à l'origine sa maison de disques comptait en faire le tube de l'été, elle dut se raviser après un classement bien loin de ses espérances.
En France, le single se classe n°9 des ventes en première semaine, s'écoulant ainsi à 4.990 exemplaires.
| Pays                        | Meilleure position |
| --------------------------- | ------------------ |
| Canada                      | 1                  |
| États-Unis                  | 29                 |
| États-Unis (Téléchargement) | 24                 |
| France                      | 9                  |
| France (Club)               | 2                  |
| France (Téléchargement)     | 20                 |